# Semione
Semione (in dialetto ticinese Samión) è una frazione di 334 abitanti del comune svizzero di Serravalle, nel Canton Ticino (distretto di Blenio).

## Storia
Fino al 31 marzo 2012 è stato un comune autonomo che si estendeva per 10,5 km²; il 1º aprile 2012 è stato accorpato agli altri comuni soppressi di Ludiano e Malvaglia per formare il nuovo comune di Serravalle.

## Monumenti e luoghi d'interesse
I principali monumenti di Semione sono il Castello di Serravalle e la vicina Chiesa di Santa Maria del Castello.
Inoltre, la località Navone ospita l'Oratorio di Santa Maria Bambina (1667-1681), cappella a pianta ottagonale che al suo interno ospita affreschi a tema mariano di Giovanni Antonio Soliva e Giovanni Battista Soldati.

## Amministrazione
Ogni famiglia originaria del luogo fa parte del cosiddetto comune patriziale e ha la responsabilità della manutenzione di ogni bene ricadente all'interno dei confini della frazione.